# Orden 485 del NKVD
La Orden 485 del NKVD, publicada el 11 de agosto de 1937, sentó las bases para la eliminación de disidentes polacos en la Unión Soviética entre 1937 y 1938. La orden fue llamada "Sobre la liquidación de los grupos de sabotaje y espionaje polacos y unidades de P.O.W." (POW significa Polska Organizacja Wojskowa; Organización Militar Polaca), fechada el 9 de agosto de 1937 por el Politburó del PCUS y firmada por Nikolái Yezhov, comisario del NKVD. La operación fue el epicentro de las operaciones contra activistas nacionalistas por parte del NKVD durante la Gran Purga.

## Arrestos y ejecuciones
Según la Orden 485, la operación debía completarse en tres meses. Sujetos a arresto y eliminación inmediata se encontraban personas de las siguientes categorías: "prisioneros de guerra del ejército polaco que, después de la guerra de 1920, permaneciesen en la Unión Soviética, desertores y emigrados políticos de Polonia,
antiguos miembros del Partido Socialista Polaco (PPS) y otros partidos políticos antisoviéticos; y la parte más activa de los elementos nacionalistas antisoviéticos locales en las regiones polacas".

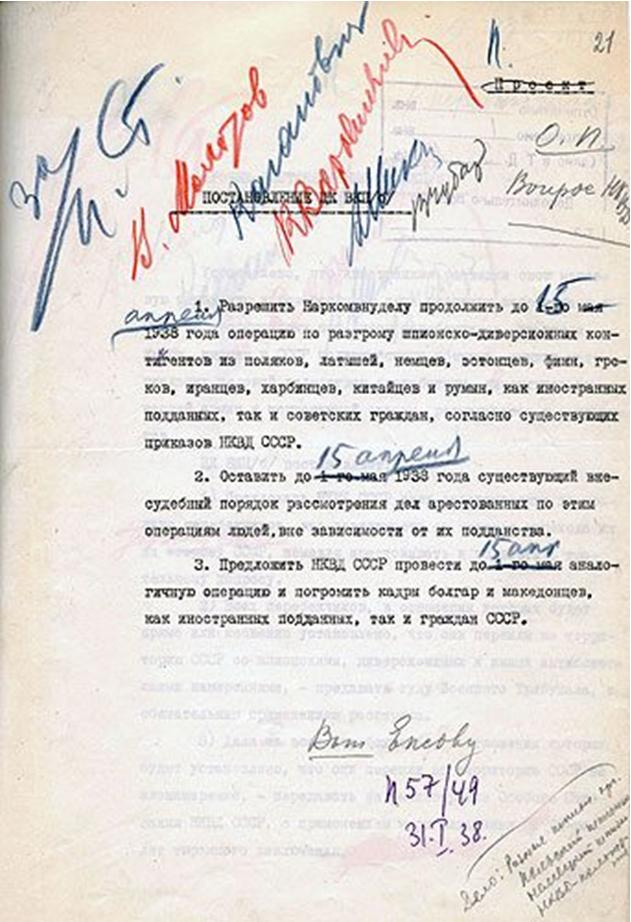
Resolución del Comité Central del PCUS acerca de la represión de las minorías étnicas. Firmada por Stalin, Mólotov, Kaganóvich, Voroshílov, Mikoyán, Chubar. 31 de enero de 1938

Particularmente afectados fueron los polacos étnicos empleados en los llamados sectores "estratégicos" como el transporte y las telecomunicaciones (es decir, ingenieros ferroviarios y trabajadores postales), la industria de la defensa, las fuerzas armadas y los servicios de seguridad, así como los miembros de organizaciones culturales nacionalistas polacas. La Orden creó un órgano de sentencias extrajudiciales compuesto por dos soldados del NKVD, la llamada "Dvoika" (un dúo) que completaba la documentación. La Orden también estableció el llamado "procedimiento de álbum" de las convicciones: las listas de los ya condenados durante las investigaciones iniciales de los órganos inferiores del NKVD se compilaron en "álbumes" en los órganos de rango medio del NKVD y se enviaron al NKVD estatal para su aprobación. Después de la aprobación, las condenas (disparo o encarcelamiento) fueron inmediatamente puestas en acción. 
El procedimiento fue modificado en septiembre de 1938. Para agilizar el proceso, se instruyeron a las unidades regionales del NKVD para que crearan las llamadas "Troikas Especiales" autorizadas a probar los casos de "operaciones étnicas" localmente (no confundir con las Troikas del NKVD habituales establecidas bajo la Orden 447 del NKVD).
Según la documentación soviética oficial, 139.815 personas fueron sentenciadas bajo la égida de la operación antipolaca del NKVD y condenadas sin juicio de ningún tipo, incluyendo 111.071 condenados a muerte y ejecutados rápidamente.